# Délégation en droit civil français
Pour les articles homonymes, voir délégation.
La délégation en droit civil français est une action en vertu de laquelle un débiteur A (le délégant) demande à un tiers B (le délégué) de s'engager envers son créancier C (le délégataire).
La délégation est régie par les articles 1336 à 1340 du code civil français.

## Exemple
Le plus souvent, le délégant est créancier du délégué et débiteur du délégataire. Par exemple, A, propriétaire d'un appartement, souhaite que le loyer que lui paie son locataire B serve à rembourser les intérêts du prêt immobilier que la banque C lui a accordé. La délégation entraîne la création d'une obligation entre le délégué B et le délégataire C : il faut donc l'accord des trois personnes pour établir une délégation.
La délégation n'entraîne pas de mutation d'obligation : par conséquent, les sûretés et les exceptions attachés aux rapports contractuels existants ne sont pas transférées sur la nouvelle obligation qui relie B à C.
On distingue la délégation imparfaite de la délégation parfaite.

## La délégation imparfaite
La délégation  imparfaite n'ayant pas d'effet novatoire sur l'obligation liant A et C -à l'inverse de la délégation parfaite-, l'obligation entre A et C demeure. C'est le cas le plus courant. Dans ce cas, la créance de A sur B devient conditionnelle : elle est soumise à l'exécution par B de son obligation envers C. L'obligation de A envers C s'éteindra elle aussi lorsque B a exécuté son obligation. C possède donc deux débiteurs.

### Conditions de la délégation imparfaite
- Le délégué et le délégataire doivent accepter l'ordre de délégation opéré par le délégant. À défaut si le sous-débiteur (qui correspond au possible délégué) paie spontanément le créancier (qui correspond au possible délégataire) alors il s'agira d'un paiement expromissio.
- La preuve de l'acceptation de l'ordre de délégation est appréciée de manière souple, l'acceptation tacite étant possible.

### Conséquences de la délégation imparfaite
- Le délégant A  -qui est par définition créancier du délégué- ne peut en toute logique réclamer le paiement de sa créance avant que le délégué B n'ait exécuté ou inexécuté son obligation de paiement envers le délégataire C.
- Par contre, la délégation imparfaite joue le rôle d'une garantie pour le créancier délégataire C, qui pourra alors demander le paiement à l'un ou à l'autre de ses débiteurs. Ce qui diminue le risque d'insolvabilité.

## La délégation parfaite ou délégation novatoire
Dans la délégation parfaite, l'obligation entre A et C se trouve novée. Ainsi l'obligation de B envers C se substitue complètement à celle de A envers C qui disparaît. A est donc immédiatement déchargé de son obligation. Il y a novation, ce qui implique que les parties aient souhaité créer une nouvelle obligation (intention de « nover ») et éteindre une obligation existante.

### Conditions de la délégation parfaite
À la différence de la délégation imparfaite, le créancier C -qui correspond au futur délégataire- doit effectuer une double acceptation.
- Le créancier  doit accepter de libérer A de sa dette.
- Le créancier doit accepter le nouveau débiteur B.

### Conséquences de la délégation parfaite
- Le délégataire n'aura plus qu'un seul débiteur, le délégué. Il ne pourra demander paiement qu'à ce dernier.

- Le délégué n'est plus tenu de la dette qu'il avait à l'égard de son délégant.